# Paperino e altre avventure
Paperino e altre avventure è stata una rivista in formato tabloid intitolata all'omonimo personaggio della Disney edita in Italia dal 1937 al 1940 dalla Anonima Periodici Italiani.

## Storia editoriale
Nel 1937 in Italia, quando ancora negli Stati Uniti non erano state prodotte storie lunghe con protagonista Paperino, Federico Pedrocchi, direttore artistico del settimanale Topolino, propose di realizzare un nuovo settimanale intitolato al personaggio. La Mondadori, che dal 1935 era titolare dei diritti di pubblicazione dei fumetti con personaggi disneyani, chiese allora l'autorizzazione alla Disney di poter utilizzarne i personaggi in storie di produzione italiane inviandogli anche alcune tavole della storia realizzata da Pedrocchi come Paolino Paperino e il mistero di Marte; il consenso venne accordato permettendo così la nascita della scuola italiana del fumetto Disney.
Il settimanale nacque così nel 1937 per la decisione della Arnoldo Mondadori Editore di diversificare l'offerta creando una testata gemella di Topolino ma di prezzo inferiore al fine di raggiungere anche fasce di mercato meno benestanti e sarebbe perciò costato 20 centesimi di lire contro i 40 di Topolino. La direzione venne affidata allo stesso Pedrocchi il quale, inizialmente, aveva proposto alla Mondadori di dedicare una testata a Pippo intitolata Il giornale di Pippo, ma l'idea non andò in porto perché si preferì Paperino. Venuto a conoscenza del lancio imminente della nuova testata, Guglielmo Emanuel, rappresentante del King Features Syndicate per l'Italia, scrisse alla Mondadori, avvisando che la Walt Disney avrebbe sostituito, a partire dal dicembre 1937, le tavole domenicali di Paperino con la riduzione a fumetti del lungometraggio Biancaneve e i sette nani, e questo avrebbe potuto intralciare la nuova pubblicazione, privata così di nuove tavole domenicali del personaggio. La Mondadori comunque rispose che non vi erano problemi perché la testata avrebbe pubblicato anche vecchie tavole domenicali di Paperino. La collaborazione con Emanuel permise alla Mondadori di acquistare le nuove strisce giornaliere di Paperino, pubblicate a partire dal 1938, e numerose strisce non Disney, come Braccio di Ferro, Buck Rogers e La Rondine dei mari, tutte pubblicate a puntate nei primi numeri del nuovo settimanale. Il lancio della testata venne annunciato poche settimane prima sul settimanale Topolino, con strisce promozionali realizzate in Italia in cui il personaggio di Paperino annunciava a Topolino il lancio imminente di una nuova testata a lui dedicata.

Nelle intenzioni di Pedrocchi:  
("Relazione su PAOLINO PAPERINO", pubblicata in Gadducci, Gori, Lama, p. 254.)
Il nuovo giornale avrebbe pubblicato, secondo i progetti proposti da Pedrocchi alla Mondadori, storie a puntate o complete di Paperino, di Ted Strong, di Zorro, di Ella Parella, di Ming Foo, di Red Barry, di Will Sparrow e un romanzo avventuroso di cappa e spada (Capitan Ventura); molte di queste avventure erano di produzione italiana, altre importate dall'America. Il primo numero della testata esordì il 30 dicembre 1937. La prima pagina pubblica l'avventura comica a puntate "Paolino Paperino e il mistero di Marte" che, oltre a essere la prima storia avventurosa con protagonista Paperino (insieme alle coeve storie di Ward pubblicate però solo in Inghilterra), è anche la prima vera storia Disney realizzata in Italia. La Mondadori aveva infatti ottenuto il permesso dalla Disney, come recita l'art. 7 del contratto di «utilizzare soggetti di vostra invenzione basati su disegni di creazioni Walt Disney», «qualora il materiale fornitovi dalla King Features Syndicate o da chi per essa, relativo alla creazione Paolino Paperino, non fosse sufficiente ad esaurire il vostro fabbisogno editoriale». Uscirono in tutto otto storie a puntate italiane, una delle quali con protagonista Pippo e due con protagonisti Biancaneve e i sette nani; le prime furono sceneggiate e disegnate da Pedrocchi, che, poi, pur continuando a occuparsi della sceneggiatura, affidò la realizzazione dei disegni delle storie successive a Enrico Mauro Pinochi o Nino Pagot.
Come riempitivo della testata, venivano utilizzate anche le strisce quotidiane di Paperino di Al Taliaferro. Nel 1940 la testata annunciò la pubblicazione della riduzione a fumetti, realizzata in America, del lungometraggio Pinocchio ma la mancata distribuzione del film in Italia e l'azione legale intrapresa dal nipote di Collodi Paolo Lorenzini contro la Disney per aver «interpretato in maniera arbitraria, e contraria alla legislazione italiana sul diritto d'autore, l'eventualmente cedutagli facoltà di... ridurre le Avventure di Pinocchio collodiane... coll'alterare, fino a sconvolgerli radicalmente, i connotati espressivi... del personaggio letterario Pinocchio», determinarono però il rinvio della pubblicazione della riduzione fumetti nell'immediato dopoguerra, sul settimanale Topolino.
Oltre ai fumetti americani sul settimanale Paperino vennero pubblicate anche diverse storie italiane con soggetti e sceneggiature spesso realizzate da autori come Cesare Zavattini, Federico Pedrocchi e Guido Martina. Tra queste, pubblicate nei primi numeri, vi furono Zorro nella metropoli e Will Sparrow. Successivamente Zavattini realizzò la storia La primula rossa del Risorgimento, di argomento storico, e che contiene velate allusioni al "governo spietato ed intransigente" fascista: infatti la polizia segreta austriaca di Radetzky richiama l'OVRA fascista; la storia, disegnata da Pier Lorenzo De Vita, è ambientata al tempo delle Cinque Giornate di Milano del 1848. Paperino pubblica inoltre la riduzione del Corsaro Nero di Emilio Salgari. A causa delle pressioni esercitate dal fascismo contro la pubblicazione dei fumetti americani, quelli non Disney scomparvero gradualmente e si cercò, seguendo le direttive governative, di realizzare storie italiane meno violente e con soggetti autarchici. Nel n. 39 della testata (22 settembre 1938), le storie americane non Disney scomparvero del tutto, sostituite da nuove realizzate in Italia tra cui La mia nuova avventura tra gli Arussi e Luciano Serra, riduzione del film coevo Luciano Serra, pilota, con disegni di Walter Molino. Anche quando numerosi fumetti americani tornarono ad essere pubblicati nonostante il divieto, la testata si limitò a pubblicare le tavole domenicali di Cino e Franco, continuando a essere quasi interamente composto da storie italiane.
La tiratura del settimanale si aggirava, intorno al 1940, alle 50.000-57.000 copie, con alte rese.
A dicembre del 1939 fu pubblicato Topolino Paperino Almanacco 1940, l'ultimo albo dei 5 facente parte di Almanacco Topolino anteguerra. Anche se facente parte di un'altra collana fu indicato come supplemento di Paperino e altre avventure (n. 105 del 28/12/1939) e Topolino (giornale) (n. 366 del 28/12/1939).

## Fumetti pubblicati

### Aeroporto Z
- Titolo: Aeroporto Z
- Paese: Italia
- Testi: Federico Pedrocchi
- Disegni: Kurt Caesar

| Titolo                                                                                     | Numeri Topolino | Anno |
| ------------------------------------------------------------------------------------------ | --------------- | ---- |
| L'ultimo pirata della Malesia (l'episodio successivo continua su Topolino giornale n. 411) | da 124 a 149    | 1940 |

### Biancaneve
- Titolo: Biancaneve
- Paese: Italia
- Testi: Federico Pedrocchi
- Disegni: Nino Pagot

| Titolo                                         | Numeri Topolino | Anno      |
| ---------------------------------------------- | --------------- | --------- |
| Biancaneve e il Mago Basilisco                 | da 72 a 100     | 1939      |
| I Sette Nani cattivi contro i Sette Nani buoni | da 101 a 121    | 1939-1940 |

### Buck Rogers(Elio Fiamma)
- Titolo: Elio Fiamma nel 3000
- Paese: Stati Uniti
- Disegni: D. Calkins

| Titolo               | Numeri Topolino | Anno      |
| -------------------- | --------------- | --------- |
| Elio Fiamma nel 3000 | da 1 a 40       | 1937-1938 |

### Capitan l'Audace
- Titolo: Capitan l'Audace
- Paese: Italia
- Testi: Federico Pedrocchi
- Disegni: W. Molino

| Titolo           | Numeri Topolino | Anno      |
| ---------------- | --------------- | --------- |
| Capitan l'Audace | da 91 a 149     | 1939-1940 |

### Daniele Marchi
- Titolo: Daniele Marchi
- Paese: Italia
- Testi: Federico Pedrocchi
- Disegni:  Giuseppe Cappadonia

| Titolo                     | Numeri Topolino | Anno |
| -------------------------- | --------------- | ---- |
| Daniele Marchi alla guerra | da 139 a 149    | 1940 |

### Diavolo
- Titolo: Diavolo
- Paese: Italia
- Trama: Gastone Simoni
- Testi: Federico Pedrocchi
- Disegni: E. Dell'Acqua
- Disegni: N.A. Fonsky

| Titolo  | Numeri Topolino | Anno |
| ------- | --------------- | ---- |
| Diavolo | da 67 a 95      | 1939 |

### Paperino(Donald Duck)
Storie italiane
- Titolo: Paperino (Donald Duck)
- Paese: Italia
- Testi e disegni: Federico Pedrocchi, Enrico Pinochi

| Titolo                                 | Numeri Topolino | Anno      |
| -------------------------------------- | --------------- | --------- |
| Paolino Paperino e il mistero di Marte | da 1 a 18       | 1937-1938 |
| Paolino Paperino inviato speciale      | da 19 a 48      | 1938      |
| Paperino fra i pellirosse              | da 72 a 100     | 1939      |
| Paperino chiromante                    | da 101 a 130    | 1939-1940 |
| Paperino e il vaso cinese              | da 131 a 149    | 1940      |

Strisce giornaliere e tavole domenicali
- Titolo: Paperino (Donald Duck)
- Paese: Stati Uniti
- Testi: Carl Barks, Bob Karp, Ted Osborne
- Disegni: Al Taliaferro

ì
| Titolo                      | Numeri Topolino | Anno      |
| --------------------------- | --------------- | --------- |
| Le disavventure di Paperino | da 1 a 149      | 1937-1940 |

### Ella Cinders(Ella Parella)
- Titolo: Ella Cinders (Ella Parella)
- Paese: Stati Uniti
- Testi: Bill Conselman
- Disegni: Charles Plumb
- Tipo: strisce giornaliere

| Titolo                                | Numeri Topolino | Anno |
| ------------------------------------- | --------------- | ---- |
| Ella Parella e il segreto di Risolina | da 25 a 39      | 1938 |

### Kit Carson
- Titolo: Kit Carson
- Paese: Italia
- Testi: Federico Pedrocchi
- Disegni: Walter Molino

| Titolo                                                    | Numeri Topolino | Anno      |
| --------------------------------------------------------- | --------------- | --------- |
| Lo squadrone dei cento                                    | da 80 a 119     | 1939-1940 |
| L'amazzone bianca (in continuazione da Topolino giornale) | da 120 a 138    | 140       |

### Il diamante azzurro
- Titolo: Il diamante azzurro
- Paese: Italia
- Testi: Federico Pedrocchi
- Disegni: Pier Lorenzo De Vita

| Titolo              | Numeri Topolino | Anno      |
| ------------------- | --------------- | --------- |
| Il diamante azzurro | da 72 a 123     | 1939-1940 |

### La mia avventura tra gli Arussi
- Titolo: La mia avventura tra gli Arussi
- Paese: Italia
- Testi: G. Cannonieri, Federico Pedrocchi
- Disegni: Nino Pagot

| Titolo                          | Numeri Topolino | Anno      |
| ------------------------------- | --------------- | --------- |
| La mia avventura tra gli Arussi | da 41 a 63      | 1938-1939 |

### La primula rossa del Risorgimento
- Titolo: La primula rossa del Risorgimento
- Paese: Italia
- Testi: Scrittore Cesare Zavattini
- Disegni: Pier Lorenzo De Vita

| Titolo                            | Numeri Topolino | Anno      |
| --------------------------------- | --------------- | --------- |
| La primula rossa del Risorgimento | da 41 a 66      | 1938-1939 |

### La rondine dei mari
- Titolo: La rondine dei mari
- Paese: Stati Uniti
- Disegni: N.A. Fonsky

| Titolo              | Numeri Topolino | Anno      |
| ------------------- | --------------- | --------- |
| La rondine dei mari | da 1 a 37       | 1937-1938 |

### Luciano Serra pilota
- Titolo: Luciano Serra pilota
- Paese: Italia
- Testi: Amedeo Martini
- Disegni: Walter Molino

| Titolo               | Numeri Topolino | Anno |
| -------------------- | --------------- | ---- |
| Luciano Serra pilota | da 56 a 79      | 1939 |

### Nelle viscere della terra
- Titolo: Nelle viscere della terra
- Paese: Italia
- Trama: Alberto Boccardi
- Testi: Federico Pedrocchi
- Disegni: Giovanni Scolari

| Titolo                    | Numeri Topolino | Anno      |
| ------------------------- | --------------- | --------- |
| Nelle viscere della terra | da 45 a 55      | 1938-1939 |

### Pippo
- Titolo: Pippo
- Paese: Italia
- Testi: Federico Pedrocchi
- Disegni: Enrico Pinochi

| Titolo                         | Numeri Topolino | Anno |
| ------------------------------ | --------------- | ---- |
| Pippo viaggiatore di commercio | da 40 a 48      | 1938 |

### Popeye(Braccio di Ferro)
- Titolo: Popeye (Braccio di Ferro)
- Paese: Stati Uniti
- Testi e disegni: E. C. Segar
- Tipo: strisce giornaliere

| Titolo                                      | Numeri Topolino | Anno      |
| ------------------------------------------- | --------------- | --------- |
| Braccio di Ferro e lo strano potere del Gip | da 1 a 40       | 1937-1938 |

### Salgari
- Titolo: Salgari
- Paese: Italia
- Testi: Federico Pedrocchi, Guido Mellini
- Disegni: Bernardo Leporini, Rino Albertarelli
- Note: Dai romanzi di Emilio Salgari

Ciclo dei Corsari
| Titolo                                                                                          | Numeri Topolino | Anno      |
| ----------------------------------------------------------------------------------------------- | --------------- | --------- |
| Il Corsaro Nero                                                                                 | da 17 a 77      | 1938-1939 |
| La regina dei Caraibi                                                                           | da 78 a 120     | 1939-1940 |
| Jolanda la figlia del Corsaro Nero (l'episodio successivo continua su Topolino giornale n. 411) | da 121 a 149    | 1940      |

### Saturno contro la terra
- Titolo: Saturno contro la terra
- Paese: Italia
- Storia: Cesare Zavattini
- Testi: Federico Pedrocchi
- Disegni: Giovanni Scolari

| Titolo                                                                            | Numeri Topolino | Anno |
| --------------------------------------------------------------------------------- | --------------- | ---- |
| La nube di gelo                                                                   | da 122 a 142    | 1940 |
| Le sorgenti di fuoco (l'episodio successivo continua su Topolino giornale n. 411) | da 143 a 149    | 1940 |

### Tarzan
- Titolo: Tarzan
- Paese: Stati Uniti
- Disegni: Burne Hogarth

| Titolo               | Numeri Topolino | Anno |
| -------------------- | --------------- | ---- |
| L'uomo della foresta | da 112 a 133    | 1940 |

### Tim Tyler's LuckoTim and Sput(Tim e TomoCino e Franco)
- Titolo: Tim Tyler's Luck o Tim and Sput (Tim e Tom o Cino e Franco)
- Paese: Stati Uniti
- Testi e disegni: Lyman Young
- Tipo: tavole domenicali

| Titolo                                                    | Numeri Topolino | Anno |
| --------------------------------------------------------- | --------------- | ---- |
| I piccoli coloniali - avventure africane di Mario e Furio | da 134 a 149    | 1940 |

### Will Sparrow
- Titolo: Will Sparrow
- Paese: Italia
- Testi: L. Cordero
- Disegni: Giacomo Avai

| Titolo                                                                        | Numeri Topolino | Anno      |
| ----------------------------------------------------------------------------- | --------------- | --------- |
| Will Sparrow il pirata del cielo                                              | da 1 a 10       | 1937-1938 |
| Dino e Dario alla caccia di Will Sparrow, il pirata del cielo - parte seconda | da 11 a 20      | 1938-1939 |
| Dino e Dario, gli eroi dell'aria - parte terza                                | da 21 a 44      | 1938      |

### Zorro della metropoli
- Titolo: Zorro della metropoli
- Paese: Italia
- Testo: Cesare Zavattini, Guido Martina
- Disegni: Walter Molino

| Titolo                | Numeri Topolino | Anno      |
| --------------------- | --------------- | --------- |
| Zorro della metropoli | da 1 a 16       | 1937-1938 |

## Ristampe
La Comic Art ha ristampato (in 6 volumi) tutti i 149 numeri in una tiratura di 1000 copie.
Volumi Comic Art
| N. | Data          | Titolo             | Ristampa dal n. al n. |
| -- | ------------- | ------------------ | --------------------- |
| 1  | ottobre 1990  | Paperino - 1937/38 | 1 - 23                |
| 2  | novembre 1990 | Paperino - 1938    | 24 - 47               |
| 3  | novembre 1990 | Paperino - 1938/39 | 48 - 71               |
| 4  | gennaio 1991  | Paperino - 1939    | 72 - 97               |
| 5  | gennaio 1991  | Paperino - 1939/40 | 98 - 123              |
| 6  | gennaio 1991  | Paperino - 1940    | 124 - 149             |